# برنک (دهانه)
برنک یک دهانه برخوردی در ماه است.